# Vuadens
Vuadens (Freiburger Patois Vouadinⓘ) ist eine politische Gemeinde im Greyerzbezirk des Kantons Freiburg in der Schweiz. Die früheren deutschen Namen Wüadingen und Wüdingen werden heute nicht mehr verwendet.

## Geographie

Luftbild (1949)

Vuadens liegt auf 803 m ü. M., 3 km westlich des Bezirkshauptortes Bulle (Luftlinie). Das Haufendorf erstreckt sich leicht erhöht am südlichen Talrand der Sionge, am Alpennordrand und am westlichen Rand der Mulde von Bulle, am Nordfuss des Massivs des Moléson.
Die Fläche des 10,5 km² grossen Gemeindegebiets umfasst einen Abschnitt der Mulde von Bulle und der angrenzenden Voralpen. Der nördliche Gemeindeteil wird von der breiten Talmulde der Sionge zwischen dem Hügelzug des Gibloux im Norden und den Voralpen im Süden eingenommen. Nach Süden erstreckt sich der Gemeindeboden über das Tälchen des Russon auf der Nordostabdachung des Waldberges Les Alpettes, auf dem mit 1340 m ü. M. der höchste Punkt von Vuadens erreicht wird. In einem schmalen Zipfel reicht das Gebiet weiter südwärts in das Waldgebiet Les Joux Derrières und bis an den Oberlauf der Trême. Von der Gemeindefläche entfielen 1997 9 % auf Siedlungen, 22 % auf Wald und Gehölze, 68 % auf Landwirtschaft, und etwas weniger als 1 % war unproduktives Land.
Zu Vuadens gehören die Weiler Les Morets (793 m ü. M.) auf der nördlichen Talseite der Sionge, Les Craux (860 m ü. M.) und La Place (864 m ü. M.) auf den Höhen zwischen Sionge und Russon sowie zahlreiche Einzelhöfe. Nachbargemeinden von Vuadens sind Bulle, Greyerz, Vaulruz und eine Exklave von Echarlens.

## Bevölkerung
Mit 2556 Einwohnern (Stand 31. Dezember 2023) gehört Vuadens zu den mittelgrossen Gemeinden des Kantons Freiburg. Von den Bewohnern sind 93,5 % französischsprachig, 1,9 % deutschsprachig und 1,8 % portugiesischsprachig (Stand 2000). Die Bevölkerungszahl von Vuadens belief sich 1900 auf 1193 Einwohner. Im Lauf des 20. Jahrhunderts pendelte die Bevölkerungszahl zwischen 1150 und 1350 Personen. Erst seit 1980 (1138 Einwohner) wurde eine rasche Bevölkerungszunahme verzeichnet.

## Wirtschaft
Vuadens war bis Mitte des 20. Jahrhunderts ein vorwiegend durch die Landwirtschaft geprägtes Dorf. Im 19. Jahrhundert spielten auch die Forstwirtschaft und die Herstellung von Strohmatten eine wichtige Rolle. Seit 1914 gab es in Vuadens eine Fabrik für die Herstellung von Milchpulver (heute ist der Betrieb eingestellt).
Noch heute haben die Viehzucht und die Milchwirtschaft und in geringerem Mass der Ackerbau eine wichtige Bedeutung in der Erwerbsstruktur der Bevölkerung. Weitere Arbeitsplätze sind im lokalen Kleingewerbe und im Dienstleistungssektor vorhanden. Seit den 1980er-Jahren siedelte sich im Dorf auch Gewerbe an. Heute sind Betriebe des Gartenbaus, des Bau- und Transportgewerbes sowie mechanische Werkstätten, Schreinereien und Malergeschäfte ortsansässig. In den letzten Jahrzehnten hat sich das Dorf auch zu einer Wohngemeinde entwickelt. Zahlreiche Erwerbstätige sind deshalb Wegpendler, die in den Regionen Bulle, Freiburg und Vevey-Montreux arbeiten.

## Verkehr
Die Gemeinde ist verkehrstechnisch gut erschlossen. Sie liegt an der Hauptstrasse von Bulle nach Vevey. Der nächste Anschluss an die Autobahn A12, die seit 1981 von Bern bis Vevey durchgehend geöffnet ist und das Gemeindegebiet durchquert, befindet sich rund 4 km vom Ortskern entfernt.
Am 1. Juli 1868 wurde die Eisenbahnlinie von Romont nach Bulle mit einer Haltestelle im Weiler Les Morets eingeweiht. Die Schmalspurbahnlinie von Bulle nach Châtel-Saint-Denis, die einen Bahnhof sowie eine weitere Haltestelle auf dem Gemeindegebiet besitzt, wurde am 23. Juli 1903 in Betrieb genommen.

## Geschichte
Das Gemeindegebiet von Vuadens war schon sehr früh besiedelt. Die frühesten Spuren menschlicher Aktivität stammen aus der Zeit der Urnenfelderkultur (rund 1300 bis 1200 Jahre vor Christus). Die Urnengräber wurden unter den Fundamenten eines römischen Gutshofs entdeckt.
Die erste urkundliche Erwähnung des Ortes erfolgte bereits im Jahr 516 unter dem Namen Wadingum. Später erschienen die Bezeichnungen in curte Vuadingis (929), Uadengis (1017), Wadens (1145), Vadens (1247), Waddens (1276), Wadin (1471) und Vuadens (1578). Der Ortsname geht auf den burgundischen Personennamen Wado zurück und bedeutet mit dem Suffix -ens so viel wie bei den Leuten des Wado.
Das Gebiet um Vuadens gehörte im 6. Jahrhundert dem burgundischen König Sigismund, der den Ort 516 der Abtei Saint-Maurice schenkte. Im 13. Jahrhundert erhielten auch die Herren von Vuippens gewisse Rechte in Vuadens. 1317 vereinbarte die Abtei Saint-Maurice mit dem Grafen Ludwig von Savoyen den Austausch von Vuadens gegen Auboranges. Das nun savoyische Vuadens kam unter die Verwaltung von Corbières. Zusammen mit dieser Herrschaft gelangte das Dorf 1450 in den Besitz der Grafschaft Greyerz.
Aufgrund finanzieller Schwierigkeiten musste Graf Michael von Greyerz die Herrschaft Corbières mit Vuadens 1553 an Freiburg verkaufen. Fortan gehörte das Dorf zur freiburgischen Vogtei Corbières. Nach dem Zusammenbruch des Ancien Régime (1798) gehörte Vuadens während der Helvetik und der anschliessenden Zeit bis 1848 zum damaligen Bezirk Bulle, bevor es in den Bezirk Greyerz eingegliedert wurde.

## Sehenswürdigkeiten
Nachdem Vuadens 1602 eine von Bulle unabhängige Pfarrei geworden war, wurde die Kirche Saint-Sylvestre erbaut, die 1788 vergrössert wurde und 1866 einem Brand zum Opfer fiel. Danach wurde die heutige Kirche wiederaufgebaut und 1869 geweiht.

## Persönlichkeiten
- Christian Levrat (* 1970), Politiker (SP), wohnt in Vuadens